# Lactista micrus
Lactista micrus är en insektsart som först beskrevs av Morgan Hebard 1932.  Lactista micrus ingår i släktet Lactista och familjen gräshoppor. Inga underarter finns listade i Catalogue of Life.